# 山田信大
山田 信大（やまだ のぶひろ、1974年3月8日 - ）は、地方競馬の船橋競馬場所属の調教師、元騎手。得意戦法は追込。新潟県競馬のスタージョッキーだった渡辺正治は従兄。

## 来歴
1991年10月5日に新潟競馬場でデビュー。その後渡辺正治、森川一二三、向山牧（現笠松所属）、榎伸彦、酒井忍（現川崎所属）らとリーディングジョッキーの座を争う。
デビュー2年目の1992年新潟グランプリで人気薄ながらイチヨシクイーンで重賞初制覇。
1993年8月8日第8回全日本新人王争覇戦出場（10人中8位）。
1995年、1996年新潟ダービー連覇。以後、リーディングの座には就けずも着実に腕を磨く。同年10月22日第2回新潟競馬8日目第9競走きんもくせい特別（500万下）でトマムフレッシュに騎乗（13頭立て9番人気4着）し、中央競馬初騎乗。
1998年地方競馬通算500勝達成。
廃止後の2002年から船橋所属で南関東での騎乗開始。
2004年、トキノコジローで羽田盃を制覇。
2005年地方競馬通算1000勝達成。
2007年7月29日、地方競馬通算1,200勝を達成。
2010年4月23日第2回大井競馬5日目第6競走3歳条件戦（64万円以上113.2万円未満 ）をナリショーワンダーで優勝（9頭立て6番人気）し、13297戦目で地方競馬通算1400勝達成。
平成26年度 第5回調教師免許試験に合格し、2015年4月1日付で調教師となる。同年9月1日付けで厩舎を開業した。

## 主な騎乗馬
- イチヨシクイーン - 1992年新潟グランプリ、新潟記念（新潟県競馬版）
- メーカーカチドキ - 1995年新潟ダービー
- スターライフ - 1996年新潟皐月賞、新潟ダービー
- エアフライト - 1998年新潟皐月賞
- トキノコジロー - 2004年羽田盃
- ブライズメイト - 2008年東京プリンセス賞
- ツクシヒメ - 2009年黒潮盃、TCKディスタフ